# Pernay
Pernay är en kommun i departementet Indre-et-Loire i regionen Centre-Val de Loire i de centrala delarna av Frankrike. Kommunen ligger i kantonen Neuillé-Pont-Pierre som tillhör arrondissementet Tours. År 2022 hade Pernay 1 556 invånare.

## Befolkningsutveckling
Antalet invånare i kommunen Pernay
Referens:INSEE